# Copa Constitució 2011-2012
La Copa Constitució 2012 è stata la 20ª edizione della Coppa di Andorra di calcio. Il torneo è iniziato il 15 gennaio ed è terminato il 27 maggio 2012. Il Futbol Club Santa Coloma ha vinto il trofeo per la nona volta.

## Turno di qualificazione
Le partite si sono giocate il 15 gennaio 2012.
| Squadra 1     | Risultato | Squadra 2        |
| ------------- | --------- | ---------------- |
| FS La Massana | 3 – 1     | Atlètic Escaldes |
| Principat B   | 4 – 2     | Penya Encarnada  |

## Primo turno
Le partite si sono giocate il 21 e il 22 gennaio 2012.
| Squadra 1         | Risultato | Squadra 2         |
| ----------------- | --------- | ----------------- |
| FS La Massana     | 1 – 3     | UE Santa Coloma B |
| Principat B       | 6 – 4     | Encamp            |
| FC Santa Coloma B | 3 – 1     | Casa del Benfica  |
| Extremenya        | 2 – 0     | Lusitans B        |

## Secondo turno
Le partite si sono giocate il 29 gennaio 2012.
| Squadra 1         | Risultato | Squadra 2      |
| ----------------- | --------- | -------------- |
| UE Santa Coloma B | 2 – 1     | Engordany      |
| Principat B       | 0 – 3     | Inter Escaldes |
| FC Santa Coloma B | 0 – 7     | Principat      |
| Extremenya        | 1 – 4     | Rànger's       |

## Quarti di finale
Le partite d'andata sono giocate il 5 e il 12 febbraio 2012, quelle di ritorno il 12 e il 19 febbraio 2012.
| Squadra 1         | Totale | Squadra 2       | Andata | Ritorno |
| ----------------- | ------ | --------------- | ------ | ------- |
| UE Santa Coloma B | 2 – 12 | UE Santa Coloma | 2 – 6  | 0 – 6   |
| Inter Escaldes    | 0 – 7  | Lusitans        | 0 – 1  | 0 – 6   |
| Principat         | 1 – 9  | Sant Julià      | 0 – 3  | 1 – 6   |
| Rànger's          | 0 – 17 | FC Santa Coloma | 0 – 7  | 0 – 10  |

## Semifinali
Le semifinali d'andata si sono giocate il 6 e il 9 maggio 2012, quelle di ritorno il 13 maggio 2012.
| Squadra 1       | Totale | Squadra 2       | Andata | Ritorno     |
| --------------- | ------ | --------------- | ------ | ----------- |
| UE Santa Coloma | 2 – 3  | Lusitans        | 1 – 1  | 1 – 2 (dts) |
| Sant Julià      | 0 – 5  | FC Santa Coloma | 0 – 3  | 0 – 2       |

## Finale
| Aixovall 27 maggio 2012, ore 17:00 UTC+2           | Lusitans  | 0 – 1 referto    | FC Santa Coloma | DEVK-Arena |
| \| \| \| \| \| \| Marcatori \| 43’ (aut.) Pinto \| |           |                  |                 |            |
|                                                    |           |                  |                 |            |
|                                                    | Marcatori | 43’ (aut.) Pinto |                 |            |